# Бязров, Савелий Моисеевич
Саве́лий Моисе́евич Бя́зров (осет. Биазӕрты Моисейы фырт Савелий) — заслуженный тренер Чебоксары по вольной борьбе (1995), мастер спорта СССР (1977).

## Биография
Среди его многих воспитанников Олимпийский чемпион, двукратный чемпион мира и шестикратный чемпион Европы — Марат Гикаев, чемпион мира среди юниоров, двукратный чемпион Европы среди юниоров, чемпион России среди молодёжи — Олег Каллагов и боец смешанных единоборств Марат Гергаев
На данный момент работает тренером в СДЮШОР по вольной борьбе Комитета по физической культуре и спорту республики Северная Осетия.